# Eratyk przewodni

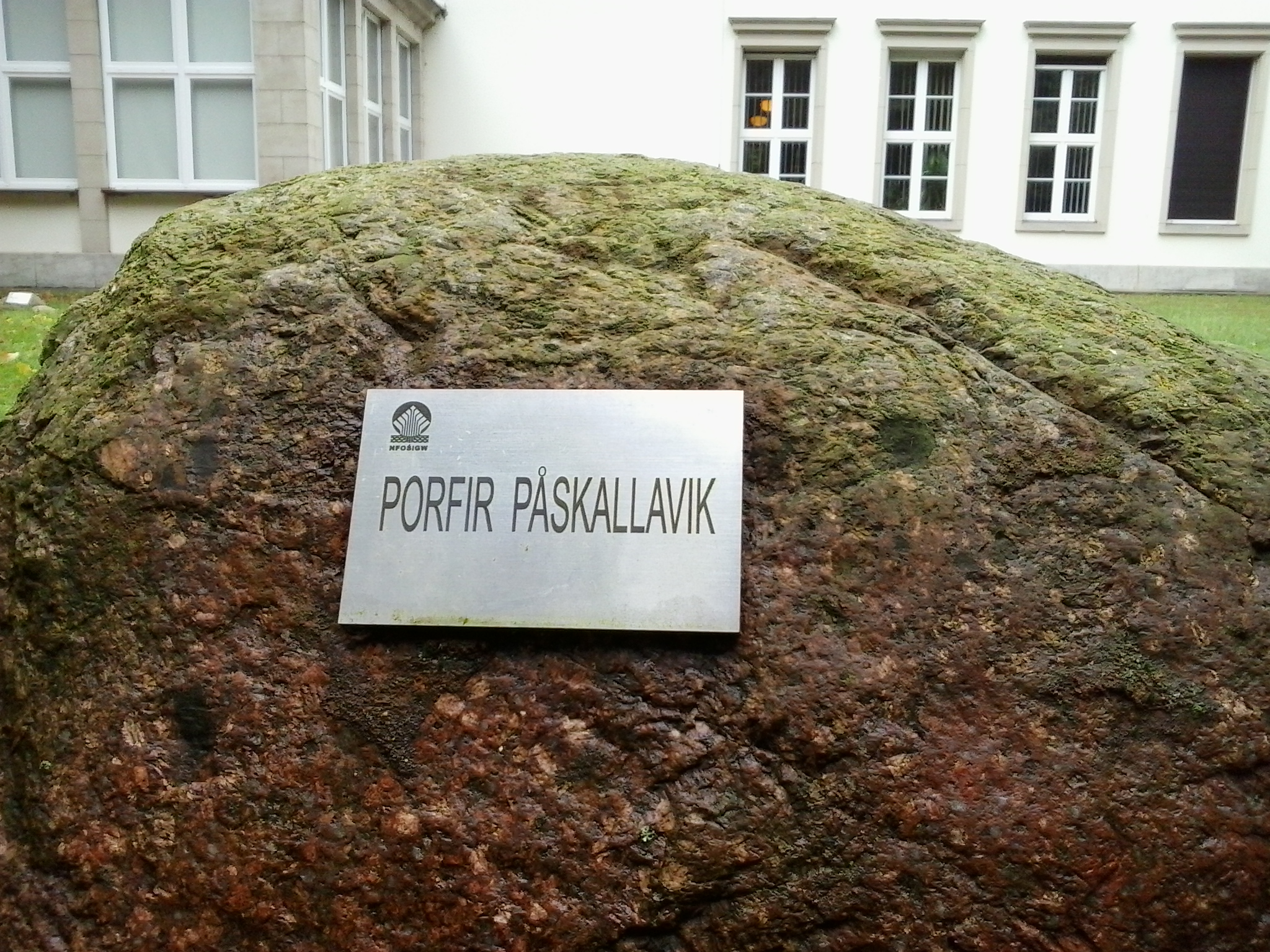
Porfir z Påskallavik w Muzeum Wielkopolskiego Parku Narodowego

Eratyk przewodni – głaz narzutowy, którego pochodzenie można jednoznacznie ustalić.
Głazem takim jest skała o dokładnie zlokalizowanej (określonej za pomocą długości i szerokości geograficznej), jedynej znanej współcześnie wychodni, na podstawie której można jednoznacznie i bez żadnych wątpliwości określić źródło jego pochodzenia. Makroskopowa identyfikacja takiego obiektu nie powinna stwarzać większych trudności oceniającemu.
Eratykami przewodnimi są między innymi Kamień św. Jadwigi w Gołuchowie i Kamień św. Wojciecha w Budziejewku.